# Czarnotka
Czarnotka – wieś w Polsce położona w województwie kujawsko-pomorskim, w powiecie radziejowskim, w gminie Piotrków Kujawski.

## Podział administracyjny
Wieś królewska Czarnocice, położona była w II połowie XVI wieku w powiecie radziejowskim województwa brzeskokujawskiego. W latach 1975–1998 miejscowość administracyjnie należała do województwa włocławskiego.

## Demografia
Według Narodowego Spisu Powszechnego (III 2011 r.) liczyła 38 mieszkańców. Jest 32. co do wielkości miejscowością gminy Piotrków Kujawski.